# Terebra laevigata
Terebra laevigata é uma espécie de gastrópode do gênero Terebra, pertencente a família Terebridae.